# Clavularia carpediem
Clavularia carpediem is een zachte koraalsoort uit de familie Clavulariidae. De koraalsoort komt uit het geslacht Clavularia. Clavularia carpediem werd in 1986 voor het eerst wetenschappelijk beschreven door Weinberg.
1. ↑  (en) Clavularia carpediem op de IUCN Red List of Threatened Species.